# F-side
F-side ist eine niederländische Hooligan-Gruppierung, die sich dem AFC Ajax zuordnet. Sie dominierte über einen Zeitraum von drei Jahrzehnten die Fan-Szene des Ajax Amsterdam.

## Geschichte
Die Hooligan-Gruppierung wurde am 3. Oktober 1976 gegründet.  Der Name leitet sich von ihrem alten Stammplatz Vak F („Block F“) im De Meer Stadion ab. Die Gruppe gründete sich nach britischem Vorbild und agiert bis heute nach dem Motto „Singing and fighting“.
Insbesondere in den 1980er und 1990er Jahren machte sich die Gruppe durch gewalttätige Auseinandersetzungen mit Hooligan-Gruppen von Feyenoord Rotterdam und ADO Den Haag einen Namen.
Am 23. März 1997 geriet die Gruppierung in die Medien, als bei einer verabredeten Schlägerei mit Hooligans des verhassten Clubs Feyenoord Rotterdam das F-side-Mitglied Carlo Picornie im Alter von 36 Jahren starb. Es waren die blutigsten Zusammenstöße im niederländischen Fußball, die später als „Schlacht bei Beverwijk“ (niederländisch „Slag bij Beverwijk“) bekannt wurden. 150 Mitglieder der F-side hatten sich mit etwa doppelt so vielen Anhängern der SCF-Hooligans geprügelt. Dabei kam es auch zum Einsatz von Waffen wie Messern, Eisenstäben und Elektroschockern. Das war jedoch nicht das Ende der Gewalt: die Rivalität steigerte sich derart, dass Spiele zwischen den beiden Vereinen nur unter starker Polizeipräsenz stattfinden konnten. In der Eredivisie-Saison 1997/1998 wurden bei den Spielen zwischen Ajax Amsterdam und Feyenoord Rotterdam keine Gästefans mehr zugelassen. Diese Regelung galt auch wieder im Jahr 2009 und ist seitdem gültig. Später wurde sie auf Spiele gegen ADO Den Haag ausgeweitet.
Anfang der 2010er-Jahre bekam die F-side ernsthafte Konkurrenz durch die Gründung der Hooligan-Gruppierung Vak410, die vor allem aus jüngeren Fans besteht und sich als Gegenpol zur F-Side zu etablieren versucht. Im Gegensatz zur F-side dominiert sie die Nordseite des Stadions.

## Jüdische Symbolik

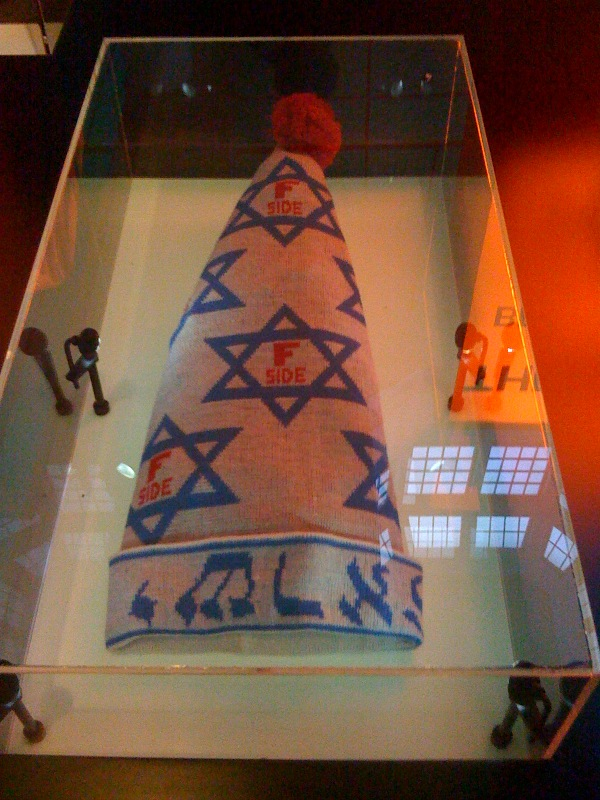
Hut mit Logo der F-side im Jüdischen Museum Amsterdam

Eine Besonderheit ist die positive Bezugnahme auf das Judentum, die sich aus der angeblich jüdischen Vergangenheit des Fußballvereins ableitet. Obwohl dieser Hintergrund mehr Folklore als Realität ist, verbreitete sich ein ausgeprägter Philosemitismus in der Fanszene des Ajax Amsterdam, den auch die F-side mitprägte. In den Stadien wird unter anderem die israelische Flagge gezeigt, zum Logo der Gruppierung gehört der Davidstern und die Fans bezeichnen sich zum Teil als „Superjuden“. Ob dieses Spiel mit einer jüdischen Identität aus antisemitischen Spottchören von Fans anderer Vereine abgeleitet wurde, für die Ajax Amsterdam als „Judenverein“ galt, oder aus der vorgeblichen Geschichte des Vereins, ist ungeklärt.
Die jüdische Symbolik ist zum Teil auch ein Problem für den Fußballverein, insbesondere weil gegnerische Fans dazu neigen, mit antisemitischen Sprechchören und Zischlauten, die an das ausströmende Gas in den Vernichtungslagern der Nationalsozialisten erinnern sollen, gegen die gegnerischen Fangruppen vorzugehen. Der Verein versucht daher seit dem Jahr 2000, von dem jüdischen Image loszukommen.